# In a Word: Yes (1969-)
In a Word: Yes (1969-) è un cofanetto (box set) di 5 CD che ripercorre la carriera del gruppo rock progressivo britannico Yes dal 1969 al 2001.

## Descrizione
Come il precedente Yesyears (uscito di produzione in seguito alla pubblicazione di questo, più completo), comprende brani già pubblicati, live inediti, e materiale inedito in studio. Vi compare anche materiale della formazione parallela Anderson Bruford Wakeman Howe.
In a Word: Yes segnò l'inizio della collaborazione fra gli Yes e l'etichetta discografica Rhino Records, che nel biennio 2003-2004 ha ripubblicato l'intero catalogo degli Yes, rimasterizzato e con l'aggiunta di tracce bonus per ogni album.

## Tracce

### Disco 1
1. Every Little Thing (John Lennon/Paul McCartney) - 5:42
2. Sweetness (Jon Anderson/Chris Squire/Clive Bailey) - 4:33
3. Survival (Jon Anderson) - 6:19
4. Then (Jon Anderson) - 5:46
5. Everydays (Stephen Stills) - 6:08
6. Sweet Dreams (Jon Anderson/David Foster) - 3:50
7. Astral Traveller (Jon Anderson) - 5:53
8. Time and a Word (Jon Anderson/David Foster) - 4:32
9. Dear Father (Jon Anderson/Chris Squire) - 4:21
10. Yours Is No Disgrace (Jon Anderson/Chris Squire/Steve Howe/Tony Kaye/Bill Bruford) - 9:41
11. Clap (Steve Howe) -  3:17
12. Perpetual Change (Jon Anderson/Chris Squire) - 8:52
13. Starship Trooper - 9:28
  1. Life Seeker (Jon Anderson)
  2. Disillusion (Chris Squire)
  3. Würm (Steve Howe)
14. I've Seen All Good People - 6:55
  1. Your Move (Jon Anderson)
  2. All Good People (Chris Squire)

### Disco 2
1. Roundabout (Jon Anderson/Steve Howe) - 8:33
2. South Side of the Sky (Jon Anderson/Chris Squire) - 7:58
3. Heart of the Sunrise (Jon Anderson/Chris Squire/Bill Bruford) -  10:35
4. America (Paul Simon) - 10:30
5. Close to the Edge (Jon Anderson/Steve Howe) - 18:36
  1. The Solid Time Of Change
  2. Total Mass Retain
  3. I Get Up I Get Down
  4. Seasons of Man
6. The Revealing Science of God (Dance of the Dawn) (Jon Anderson/Chris Squire/Steve Howe/Rick Wakeman/Alan White) - 22:22
  - Include una introduzione di due minuti che non apparve nella versione originale del brano su Tales from Topographic Oceans

### Disco 3
1. Siberian Khatru (Jon Anderson; temi di Jon Anderson/Steve Howe/Rick Wakeman) - 8:55
2. Long Distance Runaround (Jon Anderson) - 3:31
3. The Gates of Delirium (Jon Anderson/Chris Squire/Steve Howe/Alan White/Patrick Moraz) - 21:50
4. To Be Over (Jon Anderson/Chris Squire/Steve Howe/Alan White/Patrick Moraz) - 9:06
5. Going for the One (Jon Anderson) - 5:32
6. Turn of the Century (Jon Anderson/Steve Howe/Alan White) - 7:41
7. Wonderous Stories (Jon Anderson) - 3:49
8. Don't Kill the Whale (Jon Anderson/Chris Squire) - 3:56
9. Release, Release (Jon Anderson/Alan White/Chris Squire) - 5:44
10. Arriving UFO (Jon Anderson/Steve Howe/Rick Wakeman) - 6:07
11. Richard (Jon Anderson/Chris Squire/Steve Howe/Rick Wakeman/Alan White) - 3:33
  - inedita

### Disco 4
1. Tango (Jon Anderson/Chris Squire/Steve Howe/Rick Wakeman/Alan White) - 3:48
  - inedita
2. Never Done Before (Jon Anderson/Chris Squire/Steve Howe/Rick Wakeman/Alan White) - 2:10
  - inedita
3. Crossfire (Steve Howe/Chris Squire) - 2:42
  - inedita
4. Machine Messiah (Geoff Downes/Trevor Horn/Steve Howe/Chris Squire/Alan White) - 10:27
5. Tempus Fugit (Geoff Downes/Trevor Horn/Steve Howe/Chris Squire/Alan White)- 5:15
6. Owner of a Lonely Heart (Trevor Rabin/Jon Anderson/Chris Squire/Trevor Horn) - 4:29
7. It Can Happen (Chris Squire/Jon Anderson/Trevor Rabin) - 5:29
8. Leave It (Chris Squire/Trevor Rabin/Trevor Horn) - 4:14
9. Hold On (Trevor Rabin/Jon Anderson/Chris Squire) - 5:16
10. Rhythm of Love (Jon Anderson/Tony Kaye/Trevor Rabin/Chris Squire) - 4:47
11. Love Will Find a Way (Trevor Rabin) - 4:50
12. Holy Lamb (Song for Harmonic Convergence) (Jon Anderson) - 3:19
13. Brother of Mine (Jon Anderson/Rick Wakeman/Steve Howe/Bill Bruford/Geoff Downes) - 10:18
  1. The Big Dream
  2. Nothing Can Come Between Us
  3. Long Lost Brother of Mine
14. Fist of Fire (Jon Anderson/Rick Wakeman/Steve Howe/Bill Bruford) - 3:27
  - versione inedita
15. I Would Have Waited Forever (Jon Anderson/Jonathan Elias/Steve Howe) - 6:32

### Disco 5
1. Lift Me Up (Trevor Rabin/Chris Squire) - 6:30
2. The Calling (Jon Anderson/Chris Squire/Trevor Rabin) - 6:55
3. I Am Waiting (Jon Anderson/Trevor Rabin) - 7:24
4. Mind Drive (Jon Anderson/Chris Squire/Alan White/Steve Howe/Rick Wakeman) - 18:37
5. Open Your Eyes (Jon Anderson/Chris Squire/Alan White/Steve Howe/Billy Sherwood) - 5:14
6. Universal Garden (Jon Anderson/Chris Squire/Alan White/Steve Howe/Billy Sherwood) - 6:17
7. Homeworld (The Ladder) (Jon Anderson/Chris Squire/Alan White/Steve Howe/Billy Sherwood/Igor Khoroshev) - 9:32
8. The Messenger (Jon Anderson/Chris Squire/Alan White/Steve Howe/Billy Sherwood/Igor Khoroshev) - 5:13
9. Last Train (Jon Anderson/Chris Squire/Steve Howe/Alan White) - 2:23
  - inedita
10. In the Presence Of (Jon Anderson/Chris Squire/Steve Howe/Alan White) - 10:24
  1. Deeper
  2. Death of Ego
  3. True Beginner
  4. Turn Around and Remember

## Classifiche
In a Word: Yes (1969 - ) (Rhino 78186) non entrò nella classifica inglese e nemmeno in quella degli Stati Uniti.